# Vocal abierta posterior no redondeada
La vocal abierta posterior no redondeada (escucharⓘ) es un sonido vocálico que se usa en algunas lenguas orales. Su símbolo en el Alfabeto Fonético Internacional es ɑ, y su equivalente en el sistema X-SAMPA es A , que corresponde a la versión labializada de esta vocal, la vocal abierta posterior redondeada.

## Características
- Su apertura es abierta, lo que significa que la lengua se sitúa lo más alejada posible del paladar.
- Su localización es posterior, lo que significa que la lengua se sitúa tan atrás como sea posible en la boca sin crear una constricción que se pueda calificar como consonante.
- Es una vocal no redondeada, lo que significa que los labios no se abocinan.

### Ejemplos
| Lengua       | Lengua            | Término | AFI         | Traducción       | Notas                                                                                    |
| ------------ | ----------------- | ------- | ----------- | ---------------- | ---------------------------------------------------------------------------------------- |
| Angaur       | Angaur            | ape     | [ɑ.pe]      | 'padre'          |                                                                                          |
| Árabe        | estándar          | طويل    | [tˤɑˈ.wiːl] | 'alto'           | Alófono de /a/ larga y breve cerca de 's' enfática. Ver fonología del árabe              |
| Neerlandés   | Neerlandés        | bad     | [bɑt]       | 'baño'           | La localización exacta varía entre dialectos.                                            |
| Inglés       | Americano general | spa     | [spɑ̟ː]      | 'spa'            | Ver fonología del inglés                                                                 |
| Inglés       | RP                | spa     | [spɑ̟ː]      | 'spa'            | Ver fonología del inglés                                                                 |
| Finés        | Finés             | kana    | [kɑ.nɑ]     | 'gallina'        |                                                                                          |
| Francés      | Francés           | pâte    | [pɑt]       | 'pasta'          | Solo en los dialectos que distinguen pâte de patte. Ver fonología del francés            |
| Georgiano    | Georgiano         | გუდა    | [gu.dɑ]     | 'bolsa de cuero' |                                                                                          |
| Alemán       | Alemán            | Tag     | [tɑːk]      | 'día'            | En muchos dialectos                                                                      |
| Húngaro      | Húngaro           | bal     | [bɑ̽l]       | 'izquierda'      |                                                                                          |
| Navajo       | Navajo            | ashkii  | [ɑʃ.kɪː]    | 'niño'           |                                                                                          |
| Noruego      | Noruego           | hat     | [hɑːt]      | 'odio'           |                                                                                          |
| Plautdietsch | Plautdietsch      | Gott    | [gɑ̽t]       | 'dios'           |                                                                                          |
| Ruso         | Ruso              | палка   | [ˈpɑɫkə]    | 'palo'           | Aparece solo ante /ɫ/ y detrás de una consonante no palatalizada. Ver fonología del ruso |
| Sueco        | Sueco             | hаt     | [ˈhɑːt]     | 'odio'           |                                                                                          |
| Persa        | Persa             | تا      | [tɒː]       | 'hasta'          |                                                                                          |